# Палден Гьяцо
Палден Гьяцо (тиб. དཔལ་ལྡན་རྒྱ་མཚོ་, Вайли: dpal ldan rgya mtsho, рус.: пал дан гья цхо; не ранее 1 января 1933 и не позднее 24 февраля 1933 или 1922, Тибет — 30 ноября 2018, Дхарамсала, Химачал-Прадеш) — тибетский буддистский монах и активист. Активно участвовал в демонстрациях, протестах и восстаниях против вхождения Тибета в состав КНР и был за это арестован, провёл 33 года в китайских тюрьмах и трудовых лагерях. Считается, что среди всех тибетских активистов, Палден был заключён на самый большой срок.
После освобождения в 1992 году улетел в город Дхарамсала на севере Индии. Вплоть до смерти в 2018 году путешествовал по миру и привлекал общественное внимание к проблеме Тибета.
В 1997 году была опубликована его автобиография Fire Under the Snow, не переведённая на русский язык. В 2008 году по книге был снят одноимённый фильм.

## Биография
Палден Гьятсо родился зимой 1933 года в тибетской деревне Панам, расположенной на реке Ньянг-Чу между посёлками Гьянгдзе и Шигадзе. Через несколько дней после его рождения прибыл отряд поисковиков Далай-лам из монастыря Ривочхе и объявил, что он, возможно, является реинкарнированным Далай-ламой, который умер годом ранее. В 1943 году он поступил в монастырь Гадон в качестве послушника. К моменту китайского вторжения он уже был полностью посвящённым монахом Гелугской школы, бхикшу. По приглашению Далай-ламы XIV он переехал в монастырь Дрепунг недалеко от Лхасы, чтобы закончить учебу.

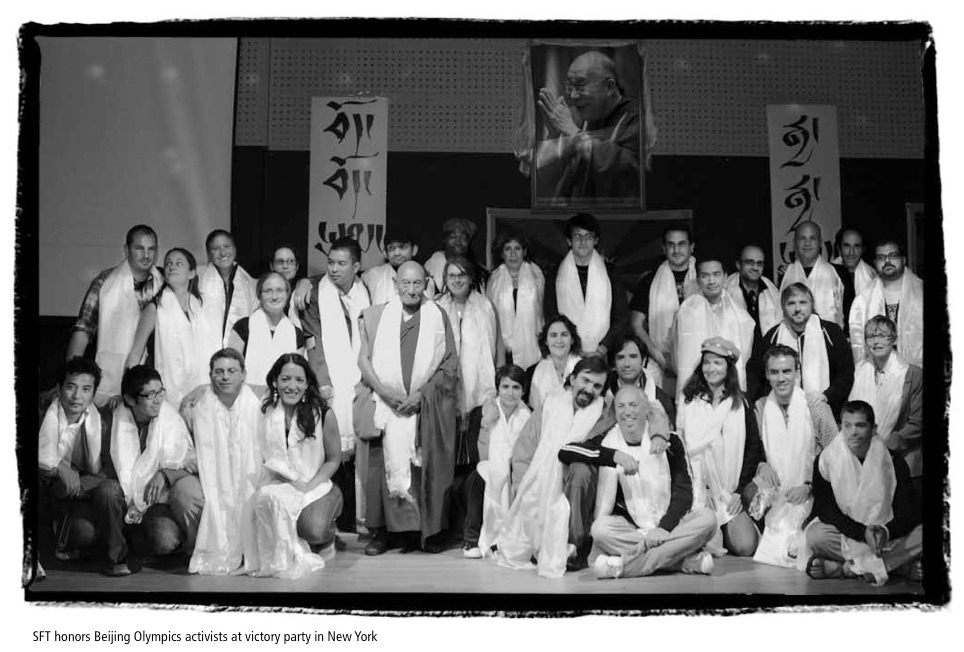
Члены организации Студенты за Свободный Тибет, Нью-Йорк, 2008 год. Палден стоит в центре, в робе.

Участвовал в Тибетском восстании 1959 года. Был арестован в июне того же года китайскими властями. Следующие 33 года был заключён в китайских тюрьмах и лаогай, трудовых лагерях. Считается, что у Палдена был самый большой срок заключения среди всех тибетских активистов. Согласно своим же воспоминаниям, подвергался физическим пыткам. Освободился в 1992 году и уехал в Дхарамсалу, город-центр Тибетского правительства в изгнании.
В Дхарамсале он написал автобиографию на тибетском и опубликовал её в 1997 году. В 2008 году по ней был снят фильм. Затем он начал путешествовать по Америке и Европе, став политическим активистом.
Он стал первым тибетским монахом, обратившимся к Совету по правам человека ООН. В 1998 году он получил Премию свободы Джона Хамфри.
Он умер 30 ноября 2018 года в больнице Делек в Дхарамсале.